# Jean-Baptiste-Claude Delisle de Sales

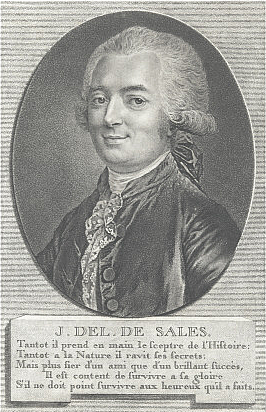
Jean-Baptiste-Claude Delisle de Sales (Abbildung aus Histoire philosophique du monde primitif, 4. Auflage 1796, Band 1)

Jean-Baptiste-Claude Delisle de Sales (* 29. April 1741 in Lyon; † 22. September 1816 in Paris) war ein französischer Schriftsteller und Philosoph.

## Leben und Werk
Jean-Baptiste Claude Izouard war der Sohn eines Lyoner Seidenhändlers. Er ging durch die Schule der Oratorianer und wurde dort auch Gymnasiallehrer (régent), aber nicht Priester. Ab 1765 lebte er als freier Autor (Pseudonym: Delisle de Sales) und veröffentlichte eine große Zahl von Schriften der verschiedensten Art, vor allem aber von 1770 bis 1776 sechs Bände Philosophie der Natur, die sofort auch ins Deutsche übersetzt wurden und insgesamt 7 französische Auflagen erlebten. Mit Charles-Joseph Mayer und Louis-Sébastien Mercier gab er eine Geschichte der Menschheit in 52 Bänden heraus (auch deutsch erschienen) und schrieb selbst die Histoire philosophique du monde primitif in 7 Bänden (4. Auflage 1793). Die Französische Revolution inspirierte ihn zu dem mehrbändigen Werk Ma république, das unter dem Titel Wanderungen eines Kosmopoliten, oder Über Staatsverfassung, politische Freiheit und Despotismus 1795 auch in Deutschland erschien. 1795 gehörte er zur Kerngruppe des neu gegründeten Institut national des sciences et des arts. Er gewann allgemeine Aufmerksamkeit, als er 1797 fünf Institutsmitglieder mutig gegen ihre Deportation verteidigte, brachte aber alle Seiten gegen sich auf, als er 1802 ein Mémoire en faveur de Dieu publizierte, das allen einschließlich der Regierung ungelegen kam. Sein im gleichen Jahr erschienenes Werk Memoires de Candide stieß auf das Missfallen der katholischen Kirche und wurde 1804 auf den Index gesetzt. Daraufhin widmete er sich seinen Studien und pflegte seine Bibliothek von mehr als 30 000 Bänden. Nach dem Tod seiner Frau 1812 heiratete er 1814 die 20-jährige Tochter von Domingo Badía y Leblich. Er starb 1816 im Alter von 75 Jahren. Seine Bibliothek wurde zerstreut.
In seinen Mémoires d’outre-tombe erinnert sich Chateaubriand im Juni 1821 an das Jahr 1787, in dem er von Delisle de Sales in das Pariser Literatenmilieu eingeführt wurde. Entgegen der Wertschätzung, die er 1787 für Delisle de Sales hegte (Delisle de Sales me semblait un aigle) äußerte er sich 34 Jahre später herablassend, wenn nicht ehrenrührig, über ihn (très-brave homme, très-cordialement médiocre). Friedrich Melchior Grimm nannte ihn „Diderots Affen“. Pierre Malandain erklärte das ungerechte Urteil auch des 19. Jahrhunderts aus der geistigen Unabhängigkeit Delisles, der keiner Schule zuzuordnen war und als Außenseiter erschien. Malandain nannte ihn eine kraftvolle Synthese der Aufklärung (une synthèse vibrante des Lumières).

## Werke (Auswahl)

### Gesammelte Werke
- Oeuvres complètes de Jean de Sales. Théâtre et littérature. 2 Bde. Paris 1804, 1864.
- Oeuvres dramatiques et littéraires. 6 Bde. Bertrand, Paris 1809.
- Oeuvres. 19 Bde. Paris 1819–1820.

### Einzelwerke
- La Bardinade, ou Les noces de la stupidité. Poëme divisé en dix chants. 1765.
- Parallèle entre Descartes et Newton. 1766.
- Dictionnaire théorique et pratique de chasse et de pêche. Musier, Paris 1769.
- De la philosophie de la nature ou Traité de morale pour l’espèce humaine tiré de la philosophie et fondé sur la nature. 3 Bde. Amsterdam 1770. 6 Bde. Amsterdam 1770–1774.
  - (deutsch) Die Philosophie der Natur. 2 Bde. Übersetzer: Karl Alexander Faulwetter. Frankfurt und Leipzig 1773–1774.
  - Philosophie der Natur oder Versuch einer aus der Philosophie hergeleiteten, und auf die Natur gegründeten Sittenlehre für das Menschengeschlecht. 6 Bde. Berlin 1787.
- Histoire d’un voyage aux îles Malouines, fait en 1763 et 1764. 3 Bde. Paris 1770.
- Lettre de Brutus sur les chars anciens et modernes. London 1771.
- Essai sur la tragédie, par un philosophe. 1772.
  - Histoire de la tragédie. 3. Auflage. 1791.
- (mit Charles-Joseph Mayer und Louis-Sébastien Mercier) Histoire nouvelle de tous les peuples du monde ou Histoire des hommes, partie de l’histoire moderne. 52 Bde. Paris 1779–1785. (I–III. Monde primitif. IV–V. Assyrie. VI–VII. Perses. VIII. Phéniciens. IX–XI. Égyptiens. XIII–XXIV. Grèce. XXV. Ptolémées. XXVI. Séleucides. XXVII–XXXI, XXXV–XXXVI, XL–XLI. Rome)
  - (deutsch) Neue Welt- und Menschengeschichte. Leipzig 1781 ff.
  - Histoire philosophique du monde primitif. 7 Bde. 1793.
- Théâtre d’un poète de Sybaris. 3 Bde. 1788.
- Ma république. Auteur, Platon. 12 Bde. 1791.
  - Éponine, ou De la république. 6 Bde. Paris 1793.
  - (moderne Ausgabe) Éponine ou De la République. Hrsg. Pierre Malandain. Annales littéraires de l’Université de Besançon, Besançon 1990.
  - (deutsch) Wanderungen eines Kosmopoliten, oder Über Staatsverfassung, politische Freiheit und Despotismus. Ein platonischer Traum. Von dem Verfasser der Philosophie der Natur. Leipzig 1795.
- De la philosophie du bonheur. 2 Bde. 1796.
- Le Vieux de la montagne, histoire orientale. 4 Bde. Fuchs, Paris 1799.
- De la Fin de la Révolution françoise et de la stabilité possible du gouvernement actuel de la France. Grieshammer, Leipzig 1800.
- De la paix de l’Europe et de ses bases. Maradan, Paris 1800.
- Mémoire en faveur de Dieu. Fuchs, Paris 1802.
- Défense d’un homme atteint du crime d’avoir défendu Dieu, adressée à l’archevêque de Besançon. 1802.
- Mémoires de Candide, sur la liberté de presse. La paix générale, les fondements de l’ordre social, et d’autres bagatelles. 1802.
- Examen pacifique des paradoxes d’un célèbre astronome, en faveur des athées, suivi d’un essai philosophique et religieux sur une nouvelle cosmogonie. 1804.
- I. Homère, recherches sur sa personne et analyse raisonnée de ses ouvrages. II. Orphée, mémoire académique sur la vie de ce sage et les écrits que l’antiquité lui attribue. 2 Bde. Bertrand, Paris 1808.
- Essai sur le journalisme depuis 1735 jusqu’à l’an 1800. Paris 1811. Slatkine, Genf 1971.
- Défense de l’«Essai sur le journalisme», précédée de l’histoire de la conspiration pour étouffer cet ouvrage. Paris 1813.